# Nasiriyya
Per la ciutat de l'Iraq, vegeu Nasiriyah
La Nasiriyya és una branca de la confraria dels Shadhiliyya sorgida al sud del Marroc a la zawiya de Tamgrut fundada el 1575 per un marabut de la família Ibn Nasir. El fundador el 1660 fou de nom Muhammad ibn Muhammad ibn Ahmad ibn Muhammad ibn al-Husayn ibn Nasir ibn Amr ibn Uthman (1603-1674) i l'organitzador el seu fill Ahmad ibn Muhammad (1647-1717).